# Antiprotozoario

Buparvacuona, antiprotozoario relacionado con también el antiprotozoario atovaquona.

Un antiprotozoario es un agente (por lo general un medicamento) indicado para el tratamiento de parásitos protozoarios. Algunos de los más usados en la medicina humana y veterinaria son: la furazolidona, el melarsoprol, el metronidazol, la paromomicina y el tinidazol. Las enfermedades causadas por protozoarios son más difíciles de tratar que las bacterianas, y la mayoría de los antiprotozoarios son agentes tóxicos para las células del hospedador.

## Ejemplos
- Atovaquona
- eflornitina
- furazolidona
- melarsoprol
- metronidazol
- Miltefosina
- ornidazol
- sulfato de paromomicina
- Trimetoprima/Sulfametoxazol
- Fumagilina
- pentamidina
- pirimetamina
- tinidazol
- Albendazol